# قمة قادة الولايات المتحدة وإفريقيا 2014
كانت قمة قادة الولايات المتحدة وإفريقيا 2014 قمة دولية عقدت في واشنطن العاصمة في الفترة من 4 إلى 6 أغسطس 2014. حضر زعماء من خمسين دولة أفريقية القمة التي استمرت ثلاثة أيام واستضافها الرئيس الأمريكي باراك أوباما. وركزت القمة بشكل أساسي على التجارة والاستثمار والأمن في القارة.  تمت دعوة قادة 50 من 54 دولة أفريقية ذات سيادة قائمة للحضور. بعد القمة، أصدر البيت الأبيض عددًا من صحائف الوقائع التي لخصت النتائج الرئيسية.

## خلفية تاريخية
عام 2013، قام الرئيس باراك أوباما بجولة لثلاث دول في إفريقيا، حيث أعلن عن خططه لاستضافة قمة لزعماء من جميع أنحاء إفريقيا.  تبلغ التجارة السنوية لأمريكا مع القارة حوالي 85 مليار دولار مقارنة مع 200 مليار دولار للصين.  وفقًا لمقابلة مع مجلة الإيكونوميست، رحب أوباما بالاستثمار الأجنبي في القارة قائلاً "كلما كان الأمر أكثر مرحًا" ونصح القادة الأفارقة بضمان استفادة العمال المحليين من مشاريع البنية التحتية وألا " تقود الطرق من المنجم فقط، إلى الميناء، إلى شنغهاي. " 
في 31 يوليو 2014، قبل 4أيام من بداية القمة، كان هناك لفاء صحفية رسمية عبر المؤتمر أصدرها مكتب البيت الأبيض للسكرتير الصحفي والتي تضمنت مناقشات وتفاصيل المؤتمر. وكان المشاركون فيه
(1) بن رودس نائب مستشار الأمن القومي للاتصالات الاستراتيجية
(2) ليندا توماس جرينفيلد - مساعدة وزير الخارجية للشؤون الأفريقية
(3) جايل سميث - المديرة الأولى للتنمية والديمقراطية في مجلس الأمن القومي. 